# Historia de la provincia de Buenos Aires

Bandera de la Provincia de Buenos Aires.

La historia de la provincia de Buenos Aires abarca muchos hechos que son parte historia de la Argentina y muchos otros comparte también con la de la ciudad homónima. Este artículo describe fundamentalmente los hechos de importancia para la provincia, como la separación del resto del país, su posterior unificación, la separación de su antigua capital y la fundación de su capital actual.

## Época colonial

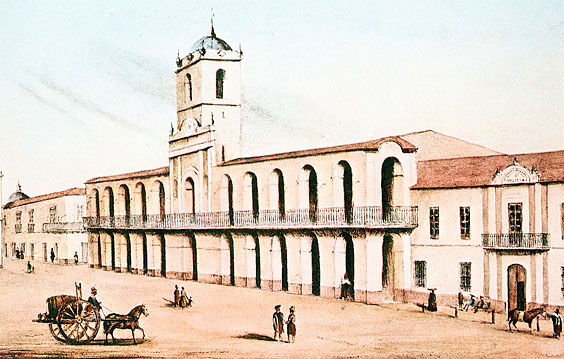
el Cabildo de Buenos Aires fue una institución que funcionó desde la fundación de la ciudad en 1580 hasta 1821, año en que fue reemplazada en sus funciones legislativas por la Junta de Representantes de Buenos Aires.

La historia de la provincia de Buenos Aires empieza junto con la historia de la Argentina, cuando el Río de la Plata es descubierto en 1516 por la expedición de Juan Díaz de Solís, quien buscaba un paso hacia las Indias Orientales. Solís desembarcó en la Isla Martín García, siendo así el primer europeo en pisar suelo argentino, pero murió en un ataque de un grupo de aborígenes y los restantes tripulantes regresaron a España. Mientras por un lado Fernando de Magallanes continuaba la búsqueda del paso que llevara a los navegantes europeos hacia Asia (la cual encontraría al cruzar el Estrecho de Magallanes), el primer adelantado Don Pedro de Mendoza fundó el puerto de "Nuestra Señora María del Buen Aire" el 2 de febrero de 1536. La ciudad fue sitiada y asaltada por los Querandíes, y en 1541 fue abandonada por los españoles, quienes se trasladaron a Asunción. Aun así, el sitio seguía teniendo una ventaja estratégica para los españoles, que desde ahí podían comerciar con España y preparar la expansión hacia el sur del continente. Por esto, Don Juan de Garay refundó la ciudad el 11 de junio de 1580, esta vez bajo el nombre de "Ciudad de la Santísima Trinidad del puerto de Santa María de los Buenos Aires". Esta se convirtió más adelante en la capital de la gobernación del mismo nombre, y luego del Virreinato del Río de la Plata.
Posteriormente, Garay comenzó a recorrer el territorio inexplorado, pasando por Tuyú, Tordillo y Kakel Huincul, llegado hasta el Cabo Corrientes. Juan de Garay repartió entre sus acompañantes las tierras que se fueron descubriendo, situando las estancias destinadas a la cría de ganado junto al Río de la Plata. La estancia "vaquería" fue sometida al régimen de encomienda y condensó la actividad agropecuaria de la provincia, principal actividad económica de la población española. La misma también se convirtió en fortín para mantener a raya los ataques de la población indígena local. Desde la ciudad de Buenos Aires se abrieron rutas hacia otras ciudades del Virreinato, y junto a ellas se establecieron otras como Baradero, Luján, Quilmes y San Andrés de Giles. La estancia aumentó su importancia al establecerse la industria del saladero, la exportación, y el prestigio de la lana local en Europa.

## De la Revolución de Mayo al ascenso de Rosas

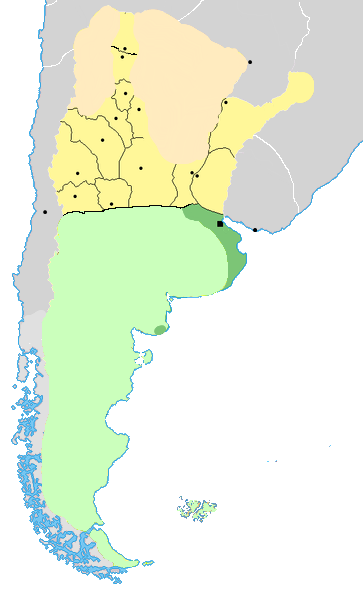
En verde oscuro el territorio de Buenos Aires antes de la reunificación en 1861 y en verde claro su territorio pretendido.

La Revolución de Mayo abrió interesantes perspectivas para la ganadería, ya que no sólo implicaba el fin del monopolio español del comercio exterior sino también la introducción de sistemas y mejoras en la actividad desarrollados en otros países y de otras razas de ganado. La incorporación del alambrado permitió definir la propiedad de la tierra trazando límites claros, que hasta entonces eran vagos e imprecisos.
El 16 de febrero de 1820, a consecuencia de la Anarquía del Año XX, la provincia se constituyó en entidad política autónoma, designándose a Manuel de Sarratea como su primer gobernador. Su territorio nominal abarcaba desde la ciudad de Buenos Aires hasta la cordillera de los Andes por el oeste, y hasta la Patagonia oriental por el sur, incluyendo las islas Malvinas. Se excluyeron los territorios asignados a Entre Ríos y Corrientes, creadas en 1814, y de Santa Fe, de 1815.
Pero el territorio bajo control efectivo era muy limitado: desde la ciudad de Buenos Aires hasta unos 60 km a la redonda. Los amerindios se resistían tenazmente a la penetración del hombre blanco en las tierras que habitaban. La introducción al continente americano del caballo durante la primera fundación de la ciudad y la habilidad de los aborígenes para domesticar a los que se habían vuelto cimarrones, les permitió lanzar violentos ataques llamados malones. Sucesivos gobiernos bonaerenses intentarían, por un lado, frenar los malones, y por otro, controlar territorios mediante diversas operaciones: la construcción de fortines defensivos, la realización de expediciones punitivas, la Zanja de Alsina, etc. En 1823 la primera ciudad que había sido fundada en la época patria, Dolores, un malón la destruyó por completo, lo cual aumentó la preocupación de los pobladores respecto de los grupos aborígenes y la frontera con sus territorios.
Entre 1820 y 1824 gobernó Buenos Aires Martín Rodríguez, que realizó históricas reformas (como la primera ley electoral argentina en 1821, aplicada sólo a la provincia de Buenos Aires). Dictó la ley de supresión de los cabildos de origen hispánicos y creó la justicia de paz el 22 de enero de 1822. Fueron nombrados 28 jueces de paz de campaña, uno para cada partido. Durante su gobierno, los estancieros se expandieron hacia el sur, hasta el río Quequén Grande, apoyados por algunas expediciones militares.
Lo sucedió Juan Gregorio de Las Heras, que reunió el Congreso General de 1824, por el cual se pretendió unificar el país. En 1826, el Congreso nombró presidente a Bernardino Rivadavia, de tendencia centralista, que continuó con la política económica librecambista que venían llevando adelante los gobiernos porteños.
Cuando Rivadavia asumió la presidencia de las Provincias Unidas del Río de la Plata, presentó al Congreso un proyecto de capitalización de la Ciudad de Buenos Aires, mediante el cual la Ciudad de Buenos Aires y gran parte de la campaña circundante se proclamaba capital del Estado, y se dividía el resto de la provincia en dos. El proyecto originó fuertes resistencias: el federalismo porteño, se opuso, en defensa de las instituciones de las provincias garantizadas por la ley fundamental, en especial el puerto y la aduana, principal fuente de recursos de la provincia. No obstante, la ley fue sancionada ese mismo año.
El gobernador de la provincia, Las Heras, cesó en su cargo por decreto del Poder Ejecutivo. La Junta de Representantes fue disuelta, y se nacionalizaron el ejército de la provincia, las tierras públicas, la aduana y todas las propiedades provinciales.
La Guerra del Brasil, que finalizó con la independencia uruguaya, y la Constitución unitaria de 1826, rechazada en el Interior del país, terminaron con la caída de Rivadavia. En su lugar asumió como gobernador de Buenos Aires Manuel Dorrego, partidario del federalismo, quien finalizó la guerra con los brasileños y reconoció la independencia del Uruguay. Los unitarios, sublevados por Juan Lavalle, fusilaron a Dorrego. Esto terminó con el régimen presidencial y reanudó la guerra civil entre unitarios y federales.

## Gobierno de Juan Manuel de Rosas

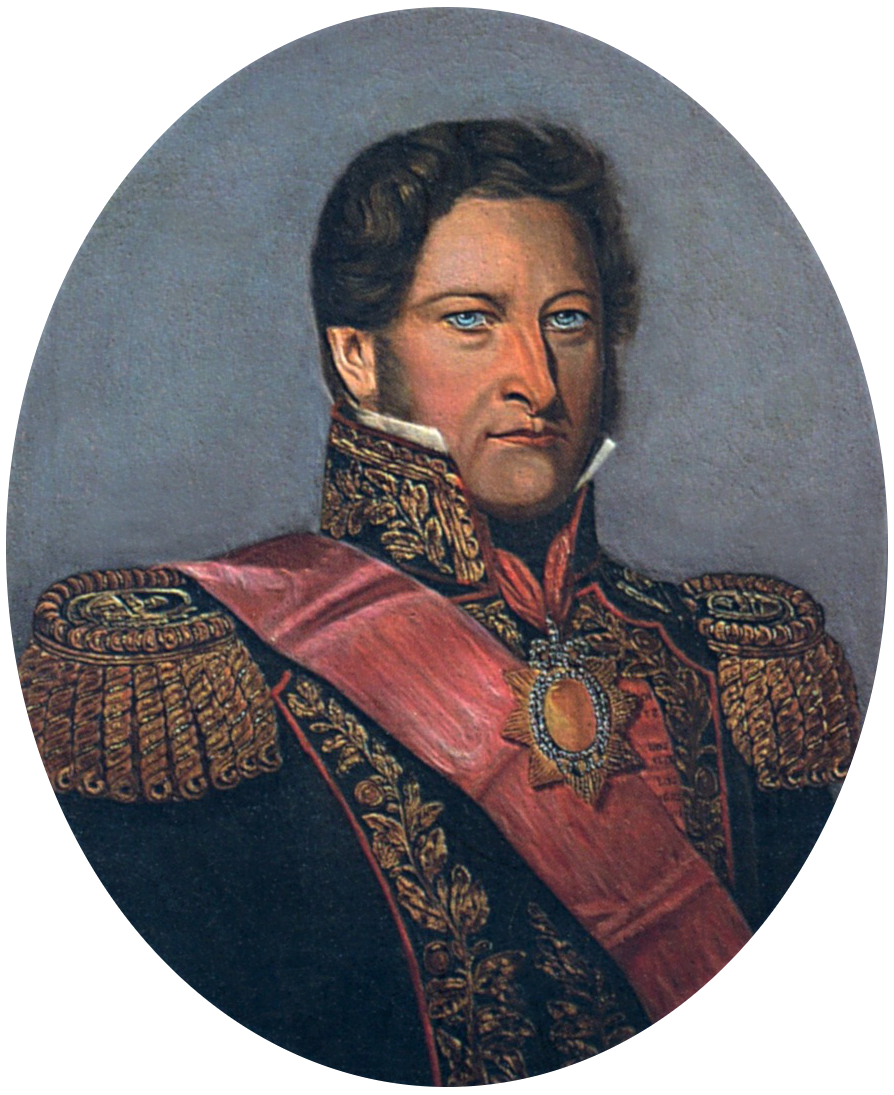
Juan Manuel de Rosas, gobernador de la provincia de Buenos Aires que suscitó grandes polémicas.

En 1829 Juan Manuel de Rosas, tras derrotar a Lavalle, asumió el gobierno de la provincia con "Facultades Extraordinarias", y conservando la delegación de las relaciones exteriores por parte de las demás provincias. Gobernó hasta 1832 con rasgos autoritarios y personalistas. Rosas realizó una campaña en la Patagonia, donde luchó contra las tribus indígenas. Desde 1832 hasta 1835 gobernaron tres gobernadores débiles: Juan Ramón Balcarce, Juan José Viamonte, y Manuel Vicente Maza. Los tres renunciaron por presión de los "rosistas", y el último de ellos a causa del asesinato del caudillo Facundo Quiroga en Barranca Yaco, ideado por los hermanos cordobeses Reynafé.
En 1835, en medio de esta anarquía, Rosas fue elegido gobernador de Buenos Aires, con el agregado de tener la «Suma del Poder Público», esto es: los poderes del Estado resumidos en su persona. Un posterior plebiscito popular legitimó en forma amplia su designación. Inició una política económica proteccionista, aunque sin fomentar explícitamente nuevas industrias, y hubo una cierta regresión en la educación popular. Con sus atribuciones inició un régimen dictatorial que se caracterizó por la persecución de los opositores —unitarios, federales "cismáticos", ciertos extranjeros, y ciertos intelectuales— que en muchos casos fueron ejecutados o asesinados, u optaron por exiliarse en países limítrofes. Su política centralista generó sublevaciones en su contra en el interior del país, y su autoritarismo provocó la oposición de los romanticistas de la «Generación del 37», grupo de jóvenes intelectuales, entre ellos, Juan Bautista Alberdi, Esteban Echeverría, y Domingo Faustino Sarmiento, que desde el Salón Literario criticaron mucho al régimen.
Entre 1838 y 1840, Rosas resistió el bloqueo francés, establecido con la excusa de supuesta discriminación a ciudadanos de esa nacionalidad. Una vez levantado éste, venció a la poderosa Coalición de las provincias del Norte, y sitió Montevideo entre 1843 y 1851, ayudando al expresidente uruguayo Manuel Oribe, derrocado en su país. Además, resistió de forma admirable el bloqueo anglo-francés, desde 1845 a 1848, y logró aplastar una última sublevación de la provincia de Corrientes.
En sus últimos años de gobierno, las renuncias de Rosas se repitieron simbólicamente; el caudillo entrerriano Justo José de Urquiza aceptó una de ellas con su denominado «Pronunciamiento», y decidió asumir él mismo las relaciones exteriores de su provincia. El caudillo porteño respondió con furiosas invectivas, pero su reacción militar fue insuficiente: se enfrentaron en la Batalla de Caseros, el 3 de febrero de 1852. En esta batalla, la más grande de la historia sudamericana, el Ejército Grande, al mando de Urquiza, derrotó a los miles de soldados del ejército federal. Tras este hecho, Juan Manuel de Rosas inició su exilio en Inglaterra.

## Buenos Aires como Estado independiente
El triunfo militar de Urquiza sobre Rosas cristalizó con la organización de la Confederación Argentina por medio de una constitución federal. Entre las imposiciones que se realizaban a Buenos Aires estaba nacionalizar los ingresos aduaneros de su puerto y federalizar su capital, la ciudad de Buenos Aires, que pasaría a ser capital de la Confederación. Esto no fue de agrado de los porteños, que experimentaban una prosperidad muy superior al resto de las provincias gracias a los ingresos de la Aduana. Así, algunos grupos de políticos apoyaron la exclusión de Buenos Aires de la Confederación constitucional, recién creada.
La revolución del 11 de septiembre de 1852 tomó el poder, excluyendo a los partidarios y representantes del general Urquiza; éste se negó a aplastarla, por considerar que gozaba de apoyo popular.
El régimen establecido en la ciudad y la provincia de Buenos Aires, acaudillado por líderes unitarios tales como Valentín Alsina y Bartolomé Mitre retiró sus representantes del Congreso Constituyente, antes de que éste adoptara la Constitución Argentina de 1853. Igualmente, se negó a tomar parte en la elección de las autoridades nacionales ni aceptar su autoridad.
La constitución provincial promulgada en abril de 1854 establecía los siguientes límites de la provincia: 

Su territorio se extiende Norte-Sur desde el Arroyo de El Medio hasta la entrada de la Cordillera en el mar, lindando por una línea al Oeste y Sud-Oeste con las faldas de las Cordilleras, y por el Norte y Este con los rios Paraná y Plata y con el Atlántico.

Durante los años en que rigió el Estado de Buenos Aires, fueron fundados varios pueblos que actualmente pertenecen a la Provincia, como Chivilcoy (1854), Bragado (1854), Las Flores (1856) y Lomas de Zamora (1860).
También se firmaron varios acuerdos de comercio con países vecinos y europeos, e incluso con la propia Confederación Argentina. Y en 1857 se instaló el que sería el primer ferrocarril en la Argentina, denominado Ferrocarril Oeste de Buenos Aires, cuya locomotora La Porteña, recorría un trecho de 10 kilómetros desde la Plaza del Parque (actual Plaza Lavalle), en la ciudad de Buenos Aires, hasta la estación La Floresta, cercana al pueblo de Flores.
En 1859, se realizó una exposición agrícola que permitió mostrar los adelantos tecnológicos que se habían conseguido en dicha área. La educación, por su parte, también efectuó un crecimiento, por impulso de Domingo Faustino Sarmiento. Además se emitió papel moneda y se realizaron campañas militares al sur contra los indígenas.
El desarrollo económico se estancaría alrededor de 1859, cuando comenzaron los enfrentamientos armados con la Confederación.
El 23 de octubre de 1859 estalló la segunda Batalla de Cepeda, con un triunfo de Urquiza. Tras el triunfo de la Confederación, se exigió el regreso de Buenos Aires a la misma. Sin embargo, el estado porteño no cumplió con la exigencia por la misma razón aduanera.
Así, se desató, el 17 de septiembre de 1861 la Batalla de Pavón, con un inesperado triunfo de Bartolomé Mitre, comandante de las fuerzas porteñas. De esta manera, se acordó el regreso de Buenos Aires a la Confederación, pero bajo los términos que la provincia impusiese. Los porteños se comprometieron a compartir un porcentaje de sus ingresos aduaneros durante cinco años. En 1862, el gobernador Mitre disolvió el Estado formándose la República Argentina.

## Hasta fines delsigloXIX
Luego de la victoria de Mitre sobre Urquiza, la situación comenzó a estabilizarse. El acuerdo entre los mitristas y los políticos del interior del país permitió finalmente la declaración de la Ciudad de Buenos Aires como capital del país. Pero el gobierno nacional debió aceptar quedar como huésped del gobierno porteño, lo que permitió a los porteños defender muy efectivamente sus intereses.
Entre 1876 y 1877 se construyó un sistema de fosas y fortificaciones en el centro y sur de la provincia de Buenos Aires, conocida como la Zanja de Alsina; cuya función fue la de entorpecer el paso del ganado que era robado por grupos indígenas, evitando así los arreos de ganado robado por la ruta de la rastrillada grande.
Luego en 1879, el Ejército Argentino, bajo el mando del general Julio Argentino Roca, lanzó la "Conquista del desierto". Esta produjo la casi desaparición de las poblaciones mapuches, tehuelches y ranqueles, con el consecuente ensanche de la provincia hacia el oeste y el sur. Algunas poblaciones indígenas subsistieron hasta hoy, muy disminuidas, en el sudoeste del país. Pero desaparecieron como entidades política y culturalmente autónomas.
A pesar de que el país se encontraba unificado luego de décadas de luchas internas, todavía existía el conflicto por la federalización de la Ciudad de Buenos Aires, proyecto que intentaba materializar el presidente Nicolás Avellaneda. La provincia de Buenos Aires no quería ceder a la Ciudad de Buenos Aires, tanto por motivos económicos como por motivos políticos. El conflicto estaba agravado por las diferencias políticas de  Tejedor y Avellaneda, mientras el primero era un candidato mitrista, el segundo apoyaba la candidatura de Julio Argentino Roca, candidato por el Partido Autonomista Nacional.
Este conflicto desembocó en una serie de enfrentamientos armados llamados Revolución de 1880 (Olivera, Puente Alsina, Barracas y los Corrales), en los cuales las tropas de Tejedor fueron derrotadas. Aunque Mitre había prestado apoyo a los insurrectos, ofició como mediador, y obtuvo la firma de un acuerdo disponiendo el desarme de la milicia provincial y la renuncia de Tejedor.
Dardo Rocha, investido gobernador de la provincia tras la revuelta, se vio entonces ante la necesidad de instalar su gobierno y administración en otra ciudad. Una comisión compuesta por Aristóbulo del Valle, Eduardo Costa, Manuel Porcel de Peralta, Eduardo Wilde, José María Ramos Mejía y los ingenieros Francisco Lavalle y Guillermo White, se encargaría junto a Dardo Rocha de inquirir diversas localidades teniendo en cuenta una serie de parámetros. A la sazón, luego de rechazar las opciones alternativas, Dardo Rocha se inclinó por construir la nueva capital cerca de Ensenada, contigua al Río de La Plata y conectada con Buenos Aires a través del Ferrocarril Buenos Aires a Ensenada. El 14 de marzo de 1882 anuncia la capitalización de esta nueva localidad, que es finalmente proclamada el 1 de mayo y fundada el 19 de noviembre del mismo año con el nombre de La Plata.
En 1884, se crearon territorios nacionales en La Pampa, Neuquén, Chubut, Santa Cruz y Tierra del Fuego, desconociendo la pretensión de Buenos Aires. El límite oeste de la provincia quedó aproximadamente adonde había llegado la línea de fortines pocos años antes de la Campaña al Desierto. Los avances logrados en esta pasaron casi por completo a formar los Territorios Nacionales. En ese mismo año, la provincia de Buenos Aires cedió los municipios de Belgrano y San José de Flores a la Capital Federal, recibiendo a cambio una compensación económica.

## Etapa conservadora
Entre 1890 y 1930 surgieron nuevas fuerzas políticas, principalmente la que acabaría siendo la actual Unión Cívica Radical que, bajo el liderazgo de Leandro N. Alem, se enfrentó a las estructuras de poder heredadas del roquismo. La industria provincial tuvo un gran impulso con el florecimiento del ferrocarril. En 1886 se promulgó a Ley orgánica de las municipalidades, que fortaleció a los municipios y aumentó su autonomía administrativa. Luego de la finalización de la Campaña del Desierto se crearon muchos nuevos partidos en las tierras ganadas al indio.

## Etapa de gobierno radical
El radicalismo accedió al poder en 1916, gracias a la vigencia de la ley Sáenz Peña. Los ferrocarriles aumentaron su alcance al sur provincial, lo cual generó una mayor influencia de Bahía Blanca como puerto y enlace con la Patagonia. Aumentaron las superficies ganaderas en el oeste y centro, y se amplió la red vial.
El 24 de abril de 1917, la provincia es intervenida por el gobierno nacional, en lo que sería la primera intervención de las 20 que sufrirá la provincia durante el siglo XX.

## De 1930 a 1955
A principios de la década de 1930 comenzó una etapa de la historia nacional conocida como la Década Infame. Hubo períodos de crisis en los que tuvieron lugar la devaluación del peso y cesantías masivas, pero uno de los factores que más afectó a la economía provincial fue el Pacto Roca-Runciman que colocó a la industria de la carne y sus derivados bajo un fuerte control inglés, en diversas facetas como los precios o el transporte. 
En 1934 se crea una nueva constitución de la provincia, la cual sigue vigente actualmente con algunas reformas introducidas en 1994.
Durante los gobiernos de la Revolución del 43 y los mandatos de Juan Domingo Perón tuvo lugar un fuerte proceso de migración interna, en el cual gran parte de la población rural se movió a las ciudades. Esto se notó especialmente en la ciudad de Buenos Aires, que aumentó su población tanto dentro de sus límites administrativos como en los partidos de la provincia lindantes con la misma, lo cual llevó a la conformación de la megaciudad conocida como Gran Buenos Aires.
Carlos Aloé fue elegido para ese cargo en las elecciones de 1951, asumiendo el 4 de junio de 1952. En el sistema eléctrico de la zona Norte, inauguró la ampliación de la Central Regional de Chivilcoy, inauguró la línea de Alta Tensión Luján-Morón, importante obra que había estado paralizada tres años. El sistema eléctrico de la zona Oeste, constituido por una central con tres grupos electrógenos, fue inaugurado en agosto de 1954 en Pehuajó.
En el de la zona Sudeste, abastecido por la gran central regional de Necochea, la gestión procedió a terminar el edificio de la misma y al montaje de sus instalaciones. En el del Sur, principalmente mejoró la red de distribución de la ciudad de Bahía Blanca, y en el del Este, Chascomús-Dolores, también se programaron y se pusieron en ejecución el tendido de 900 km de líneas de Alta Tensión, entre ellas la de Mar del PIata-Necochea. El incremento de la potencia instalada de 118.000 kW a 190.000 permitió ampliar la producción de energía. En esas épocas aumentó también la industrialización, en detrimento del campo. Se tendió el gasoducto Comodoro Rivadavia-Buenos Aires, se pavimentaron varias ciudades del interior, se amplió la red vial y se trazaron las rutas 2 y 3 y se fortaleció la infraestructura educativa.

## Hasta la actualidad
La etapa entre 1955 y 1983 tuvo a nivel nacional una alta inestabilidad política, en la cual cerca de 25 gobernantes de diversas extracciones ocuparon el poder ejecutivo. Una situación similar tenía lugar en la provincia, que en dicho período tuvo a más de 40 gobernadores. 
Entre ellos se destaca Oscar Alende, que inició en la década de 1960 el proyecto de control de inundaciones más importante de la provincia, hasta el día de hoy, el dique Roggero, completado una década más tarde, en 1972, aunque inaugurado el año anterior.
La Reforma de la Constitución Argentina de 1994 introdujo el sistema de elección directa para los cargos de presidente y vicepresidente nacional, anulando el uso del colegio electoral. Esto aumentó la importancia política de la provincia, que con su alta población respecto del resto del país se volvió determinante en la mayoría de los resultados electorales posteriores. Ese mismo año se reformó también la constitución provincial.
No obstante esta significativa influencia electoral, desde la fundación de La Plata hasta el presente, ninguna persona que haya ostentado el Poder Ejecutivo en Casa de Gobierno de la Provincia de Buenos Aires en La Plata ha llegado a ser presidente de la Nación por medio del voto (situación conocida como la "maldición de Alsina"). Los dos casos que formalmente sí han llegado a ser presidentes de la Nación luego de haber sido formalmente gobernadores de Buenos Aires son Bartolomé Mitre (caso anterior a la fundación de La Plata, gobernación ejercida con capital en Buenos Aires con ambos distritos todavía fusionados) y Eduardo Duhalde (que es posterior a la fundación de La Plata, pero fue designado presidente por la Asamblea Legislativa bicameral del Congreso Nacional).
En las elecciones generales en la provincia de Buenos Aires de 2015, la candidata por el frente Cambiemos, María Eugenia Vidal, se impuso con el 39,49% de los votos al candidato del Frente Para la Victoria, Aníbal Fernández, quien obtuvo el 35,18% de los sufragios válidos. De esta manera, Vidal rompió 28 años de hegemonía del Partido Justicialista al mando de la provincia bonaerense.
Luego de cuatro años de mandato, en las elecciones generales de 2019, Axel Kicillof se impuso con el 52,40% de los votos y se convirtió en el nuevo Gobernador. Asumió el 11 de diciembre de 2019 en la tradicional ceremonia de cambio de mando. El gobernador peronista fue reelegido en 2023 para continuar en el cargo hasta 2027.